# Louis Adolphe Cochery

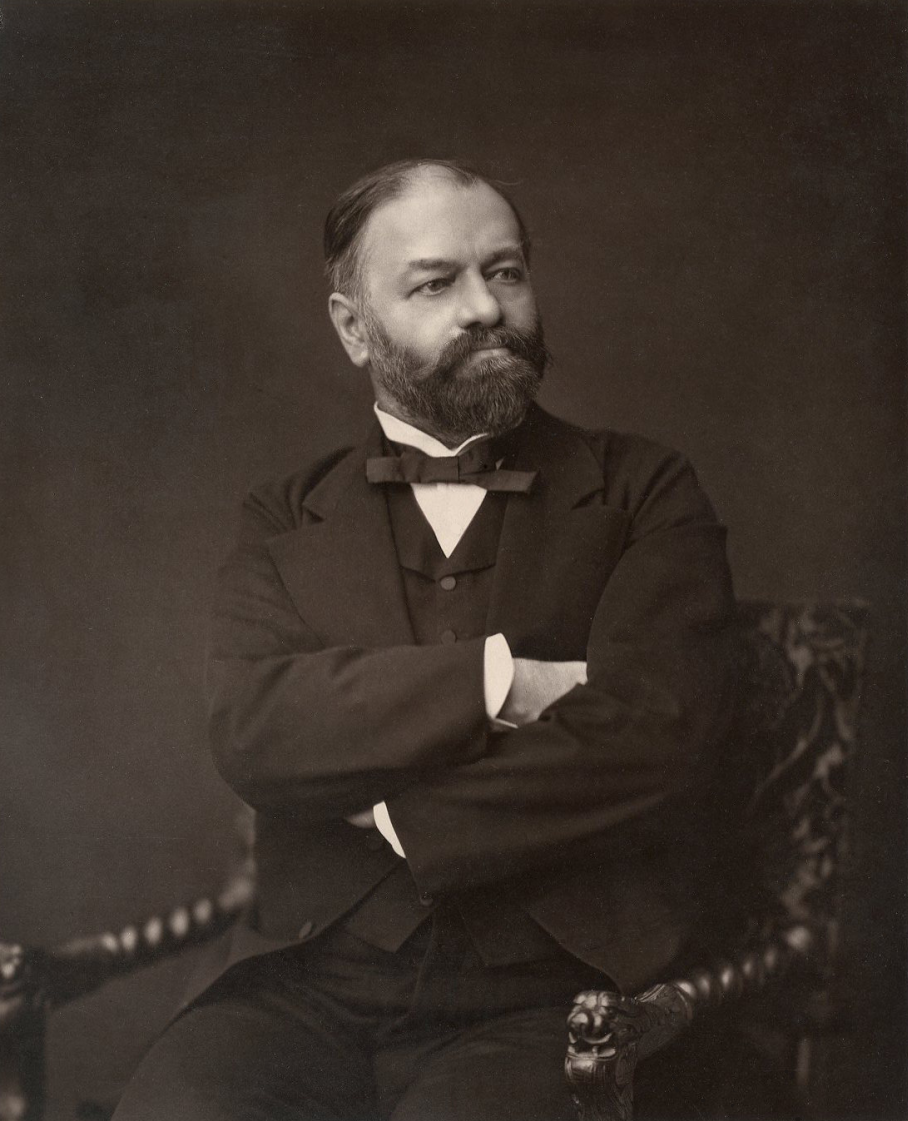
Louis Adolphe Cochery

Louis Adolphe Cochery (* 26. August 1819 in Paris; † 13. Oktober 1900 ebenda) war ein französischer Politiker.

## Leben
Louis Adolphe Cochery wurde im Collège Bourbon erzogen, studierte dann Rechtswissenschaften und wurde 1839 Advokat. Als solcher ließ er sich in Paris nieder. Nach der Februarrevolution 1848 wurde er kurze Zeit Kabinettschef des Justizministers, dann Substitut des Generalprokurators. Er legte indessen diesen Posten bald nieder und kehrte zur Advokatur zurück, um besonders in politischen und Presseprozessen zu plädieren. Nach dem Staatsstreich Napoleons III. (2. Dezember 1851) widmete er sich während des Zweiten Kaiserreichs dem Journalismus, gab den Avenir national heraus und gründete 1868 im Département Loiret das Blatt L’Indépendant de Montargis.
Bei den Neuwahlen zum Gesetzgebenden Körper im Mai 1869 trat Cochery im Département Loiret als unabhängiger Kandidat auf und trug in engerer Wahl den Sieg über seine offiziellen Mitbewerber davon. Er nahm in der Kammer seinen Sitz im linken Zentrum. Am 5. Juli 1870 gab er durch seine Interpellation bezüglich des Prinzen von Hohenzollern spanische Thronkandidatur Gramont zu der kriegerischen Rede vom 6. Juli Gelegenheit, stimmte aber dann gegen den Kriegserklärung an Preußen. Am Tag des Sturzes Napoleons III. (4. September 1870) versuchte er vergeblich eine Vermittlung zwischen dem Gesetzgebenden Körper und der provisorischen Regierung im Stadthaus und begab sich sodann nach Orléans, wo er zum Generalkommissar der nationalen Verteidigung des Départements Loiret ernannt wurde. Auch nach der Einnahme der Stadt durch die Deutschen blieb er auf seinem Posten, um sich um die Gefangenen und Verwundeten zu kümmern. Dann entkam er nach Tours, wo er Adolphe Thiers die Einleitung von Verhandlungen über einen Waffenstillstand im Deutsch-Französischen Krieg vorschlug. Mit diesem Ziel kehrte er nach Orléans zurück und wandte sich an den General von der Tann, der darüber verärgert war, dass Cochery ohne Autorisierung zweimal die feindlichen Linien hatte passieren können und ihm mit der Anwendung des Kriegsrechts drohte. Doch erhielt Cochery letztlich für sich und Thiers den Passierschein nach Versailles, wohin sich beide Ende Oktober 1870 zu Waffenstillstandsverhandlungen begaben. Zwar war dieser Mission kein Erfolg beschieden, doch erwarb sich Cochery durch seine dabei gezeigte Geschicklichkeit Thiers’ Beifall und blieb fortan sein treuer Anhänger und Freund.
Am 8. Februar 1871 vom Département Loiret in die Nationalversammlung gewählt, trat Cochery dem linken Zentrum bei, ging aber allmählich zur republikanischen Linken über. Ständig gehörte er der Budgetkommission an. Seit dem 20. Februar 1876 Mitglied der Deputiertenkammer, wurde er 1877 zum Mitglied des Weltausstellungskomitees ernannt. Zudem amtierte er von 1877 bis 1900 als Präsident des Generalrats des Départements Loiret.
Nach der Bildung des Kabinetts von Jules Dufaure (Dezember 1877) war Cochery Unterstaatssekretär im Finanzministerium und seit dem 1. März 1878 Direktor der Post und Telegraphen, in welch letzterer Funktion er am 5. Februar 1879 in den Ministerrang erhoben wurde. Wegen seiner bedeutenden Leistungen als Minister für Post und Telegraphen behielt er dieses Amt auch in den nachfolgenden Kabinetten bis zum Sturz des Kabinett Ferry II (30. März 1885). In dieser Funktion stand er u. a. dem in Paris abgehaltenen Weltpostkongress 1878 vor, gründete am 4. November 1878 die École supérieure de télégraphie (Vorgängerin der heutigen École nationale supérieure des télécommunications), nahm am Telegraphenkongress in London teil, initiierte die in Paris stattfindende Internationale Elektrizitätsausstellung 1881 und führte den Vorsitz bei der ersten Konferenz zum Schutz der Seekabel.
Seit dem 5. Januar 1888 war Cochery lebenslanger Senator und dort bis zu seinem Tod aktiv tätig. Er starb am 13. Oktober 1900 im Alter von 81 Jahren in Paris und wurde auf dem Friedhof Père-Lachaise beigesetzt. Sein Sohn Georges Cochery (1855–1914) war u. a. von 1896-98 und 1909-10 französischer Finanzminister.